# Carta dos Direitos da Família

Bandeira do Vaticano.

A Carta dos Direitos da Família apresentada pela Santa Sé a todas as pessoas, instituições e autoridades interessadas na missão da família no mundo contemporâneo é um documento emitido em 22 de outubro de 1983 pelo "Pontifício Conselho para a Família", órgão da Santa Sé.
O documento atende a uma solicitação do Sínodo dos Bispos de 1980, reunido em Roma,com a finalidade de estudar o tema "O papel da família cristã no mundo contemporâneo". O Papa João Paulo II, na Exortação Apostólica Familiaris consortio acolheu a solicitação dos bispos e instou os órgãos competentes da Santa Sé para que preparassem um documento que contivesse uma Carta de Direitos da Família que fosse apresentado a todas as autoridades interessadas no tema.
A finalidade do documento é a de apresentar aos organismos internacionais, governos do mundo inteiro e a todas as pessoas, mesmo não cristãs, uma formulação completa dos direitos fundamentais desta sociedade natural e universal que é a família, afirma na sua apresentação introdutória.
"Os  direitos enunciados na Carta estão impressos na consciência do ser humano e nos valores comuns de toda a humanidade. A visão cristã está presente nesta Carta como luz da revelação divina que esclarece a realidade natural da família. Esses direitos derivam em definitivo da lei inscrita pelo Criador no coração de todo ser humano. A sociedade está chamada a defender esses direitos contra toda violação, a respeitá-los e a promovê-los na integridade do seu conteúdo." Afirma textualmente o documento na sua introdução.
A Carta está dividida em 12 artigos e diversas alíneas. Segundo a carta todas as pessoas têm direito de escolher livremente o seu estado de vida e portanto o direito de contrair matrimônio e estabelecer uma família ou a permanecer célibes e o matrimônio não pode ser contraído sem ao livre e pleno consentimento dos esposos devidamente expresso.
Os esposos têm  o direito inalienável de fundar uma família e decidir sobre o intervalo entre os nascimentos e o número de filhos a procriar, tendo em plena consideração os deveres para consigo mesmos, para com os filhos já nascidos, a família e a sociedade, dentro de uma justa hierarquia de valores e de acordo com a ordem moral objetiva que exclui o recurso à contracepção, à esterilização e o aborto.
A Carta afirma que a vida humana deve ser respeitada e protegida absolutamente desde o momento da concepção e que  pelo fato de haver dado a vida a seus filhos, os pais têm o direito originário, primário e inalienável de educá-los; por esta razão eles devem ser reconhecidos como os primeiros e principais educadores de seus filhos.
O documento, na linha do antigo e constante Magistério da Igreja afirma que o divórcio atenta contra a instituição mesma do matrimônio e da família. Defende a liberdade religiosa e o direito de professar publicamente a sua religião e de propagar a sua fé.
A Carta defende, ainda, o direito das famílias de poder contar com uma adequada política familiar por parte das autoridades públicas no terreno jurídico, econômico, social e tributário, sem discriminação alguma. A estrutura da organização do trabalho deve facilitar a vida em conjunto de seus membros de modo estável e são.
Conclui dizendo que a família tem o direito a uma habitação decente, apta para a vida familiar e proporcionada ao número de seus membros, num ambiente fisicamente são que ofereça os serviços básicos para a vida da família e da comunidade e que não se deve discriminar de nenhuma forma as famílias dos emigrantes.

## Vide
- Família na Doutrina Social da Igreja
- Família
- Casamento religioso
- Humanae vitae - Carta Encíclica de Paulo VI, sobre a regulação da natalidade.
- Casti connubii - Carta Encíclica de Pio XI, sobre o matrimônio cristão.
- Donum vitae - Instrução sobre a dignidade da procriação.
- Mulher na história